# Hélène Michel-Wolfromm
Hélène Michel-Wolfromm, née Hélène Wolfromm le 4 décembre 1914 à Paris 6e et morte le 5 avril 1969 à Paris 4e, est une gynécologue française.
Elle est à l'origine de la gynécologie psychosomatique en France, et développe une approche pluridisciplinaire des problèmes gynécologiques, avec des psychologues et psychiatres,. Elle est une figure pionnière de la sexologie. Elle est l'auteur de Cette chose-là, un ouvrage pédagogique abordant les difficultés sexuelles des femmes françaises, qui connaît un retentissement important.

## Biographie

### Début de carrière
Fille de médecins, issue d'une famille catholique, elle fait elle-même des études de médecine après avoir hésité avec des études d'histoire. Interne des hôpitaux de Paris en 1938, elle choisit comme spécialité la gynécologie, et devient docteur en 1942. En 1943, elle part à Alger et s'engage avec son époux François Michel dans la France libre: elle est alors médecin sous-lieutenant dans l'Armée de l'air.
Elle devient chef de clinique à son retour à Paris et poursuit sa carrière au sein de l'hôpital Broca. Dans les années 1950, elle rencontre Jacques Lacan et développe un intérêt pour la psychanalyse. Elle reçoit en consultation des femmes adressées par des confrères qui ne souhaitent plus les prendre en charge, et se qualifie de ce fait de médecin « poubelle ».
Elle est amie avec l'écrivain Vercors.

### Pionnière de la sexologie
Dans sa pratique médicale, elle s'intéresse à la psychologie des patientes souffrant de troubles gynécologiques, et s'inscrit progressivement dans une médecine psychosomatique. Cette approche est alors quasi inexistante en France, et novatrice en gynécologie,.
Elle développe des consultations de gynécologie psychosomatique, y associant des psychiatres, et forme d'autres gynécologues. À partir de 1951, elle consulte régulièrement de manière conjointe avec René Held, psychiatre et psychanalyste. Initiées à l'hôpital Broca, ses consultations sont ensuite étendues aux hôpitaux Bretonneau et Hôtel-Dieu à Paris. Elle consulte également en libéral. Elle anime dans les années 1960 un groupe Balint.
Sa pratique et ses réflexions l'inscrivent comme une pionnière dans le domaine de la sexologie, alors que la discipline était en émergence en France. Ses enseignements ont influencé par la suite des gynécologues qui s'investiront dans la structuration de la sexologie universitaire. Elle forme également Suzanne Kepés.
En 1960, elle est parmi les cinq médecins-experts désignés pour examiner Djamila Boupacha, jeune militante du Front de libération national algérien torturée et violée par des membres de l'Armée française, et déterminer la réalité des tortures subies,.

### Engagement pour le droit à la contraception et l'information sexuelle
À la fin des années 1950, elle est proche de l'association La Maternité heureuse, qui devient en 1960 le Mouvement français pour le planning familial. Elle en est membre du Comité d'honneur, et publie plusieurs articles dans la revue du mouvement. Elle défend, explicitement en tant que médecin catholique, la régulation des naissances par le recours à la contraception, notamment la pilule hormonale. Elle estime que la limitation des naissances est nécessaire pour le bonheur et l'hygiène des familles. Elle défend en outre que la peur de la grossesse crée une angoisse, parfois obsessionnelle, chez de nombreuses femmes, et que cela peut déboucher sur des troubles sexuels.
En 1966, elle invite dans la revue du Planning familial « tous les médecins épris de psychologie [à] lutter par tous les moyens dont ils disposent et dont ils ne disposent pas encore pour obtenir pour la femme française le droit de choisir  ». La même année, elle est entendue par la commission spéciale de l'Assemblée nationale chargée de l'examen de la loi Neuwirth, au même titre que Pierre Simon.
Si elle s'oppose à la loi de 1920 qui prohibe la contraception et l'avortement, et dénonce les pratiques de pression médicale de type curetage à vif, elle ne semble pas défendre la légalisation de l'avortement. Comme d'autres médecins d'origine bourgeoise aux débuts du mouvement du planning familial, ses conceptions sont parfois empreintes de condescendance à l'égard des femmes des classes populaires.
Estimant qu'une éducation sexuelle réelle est nécessaire pour toute la population, elle rédige un ouvrage grand public Cette chose-là, les conflits sexuels de la femme française. Publié en 1970 un an après sa mort, il a un retentissement important et trouve un grand écho dans la presse féminine de l'époque.
Elle meurt en 1969 d'un cancer du poumon, et est inhumée au cimetière du Père-Lachaise (division 4).

## Publications et travaux universitaires
Au fil de sa carrière, elle publie régulièrement des articles, notamment en 1956 une étude sur les douleurs pelviennes d’origine psychogène, et en 1969, une étude sur plus de 1 600 femmes souffrant de « frigidité ».
En 1962, elle crée le premier cours de gynécologie psychosomatique, avec l'appui de la clinique de psychiatrie de Jean Delay. En 1963, elle publie l'ouvrage Gynécologie psychosomatique, qui aura un retentissement important, et intervient dans des congrès internationaux à ce sujet.
En 1968, elle préface l'édition français d'un ouvrage fondateur de la sexologie moderne, Les réactions sexuelles de Masters et Johnson.